# Cloniocerus hystrix
Cloniocerus hystrix är en skalbaggsart som först beskrevs av Fabricius 1781.  Cloniocerus hystrix ingår i släktet Cloniocerus och familjen långhorningar. Inga underarter finns listade i Catalogue of Life.